# Haplochromis arcanus
Haplochromis arcanus ist ein Fisch der Gattung Haplochromis innerhalb der Familie der Buntbarsche. Die Art wird auf der Roten Liste gefährdeter Arten der IUCN mit dem Status DD (Data Deficient / keine ausreichenden Daten) geführt. Sie ist/war endemisch im Victoriasee und lebte über Schlammböden in Tiefen von bis zu 50 Metern.

## Beschreibung
Haplochromis arcanus wurde 1969 von Greenwood & Gee beschrieben und wird 14 Zentimeter lang (ohne Schwanzflosse). Sein Artepitheton  arcanus kommt vom lateinischen Wort für geheim oder geheimnisvoll. Dies bezieht sich auf den Umstand, dass die Beschreiber die Fische nicht eindeutig innerhalb des Artenschwarms der Victoriaseecichliden verwandtschaftlich zuordnen konnten. Es standen ihnen auch nur neun Exemplare von zwei nahe beieinander liegenden Fundorten zur Verfügung. Die Tiere waren teils bereits ausgeweidet oder hatten leere Gedärme, weshalb auch nicht bekannt ist, wovon sie sich ernährt haben. Aufgrund der schlanken, einspitzigen, äußeren Zähne und des Kopfprofils darf aber angenommen werden, dass es sich um Fischfresser handelt. Sie wurden deshalb auch schon zur Gattung Prognathochromis gestellt, die aber nicht ausreichend definiert ist und deshalb zurzeit nicht allgemein akzeptiert wird. Die Lebendfärbung der Fische ist unbekannt. Auffällig ist ein einzelner, relativ großer Eifleck in der Afterflosse der Männchen. Die Schnauze wirkt leicht schnabelförmig durch einen kleinen Knubbel vorne an der Unterseite des Unterkiefers und durch einen sich deutlich abzeichnenden Oberkieferfortsatz. H. arcanus ähnelt anderen Arten der Haplochromis-tridens-Gruppe, vor allem H. dolichorhynchus und H. tyrianthinus.

## Vorkommen
Bisher ist die Art nur aus dem ugandischen Teil des Victoriasees bekannt und zwar südlich und nördlich von Nsadzi Island. Die gefangenen Tiere lebten relativ tief zwischen ca. 20 und 50 Metern über Schlammböden.

## Fortpflanzung
Wie bei allen Haplochromis-artigen dürfte es sich auch bei dieser Art um einen maternalen Maulbrüter handeln.

## Aussterben
Immer wieder wird behauptet, dass viele der Cichlidenarten des Victoriasees ausgestorben sind. Es wird auch noch verschiedentlich von dieser Art, Haplochromis arcanus behauptet. Das Verschwinden aller dieser Arten wird hauptsächlich auf die Anfang der 1980er Jahre festgestellte, plötzlich starke Vermehrung des bereits Ende der 1950er Jahre im See ausgesetzten Nilbarsches zurückgeführt. Seitdem dieser Großfisch allerdings intensiv mit industriellen Mitteln befischt wird und sein Bestand im Victoriasee dadurch erheblich dezimiert wurde, haben sich etliche der kleineren Arten wieder erholen können, von denen zuvor gesagt wurde, dass sie ausgestorben seien. Welche Arten im Victoriasee durch den Nilbarsch letztendlich tatsächlich ausgestorben sind, lässt sich aufgrund der schlechten Datenlage in einem Gewässer von der Größe dieses Sees nicht feststellen. Es ist deshalb unbekannt, ob Haplochromis arcanus heute noch im Victoriasee vorkommt.